# De rebus bellicis

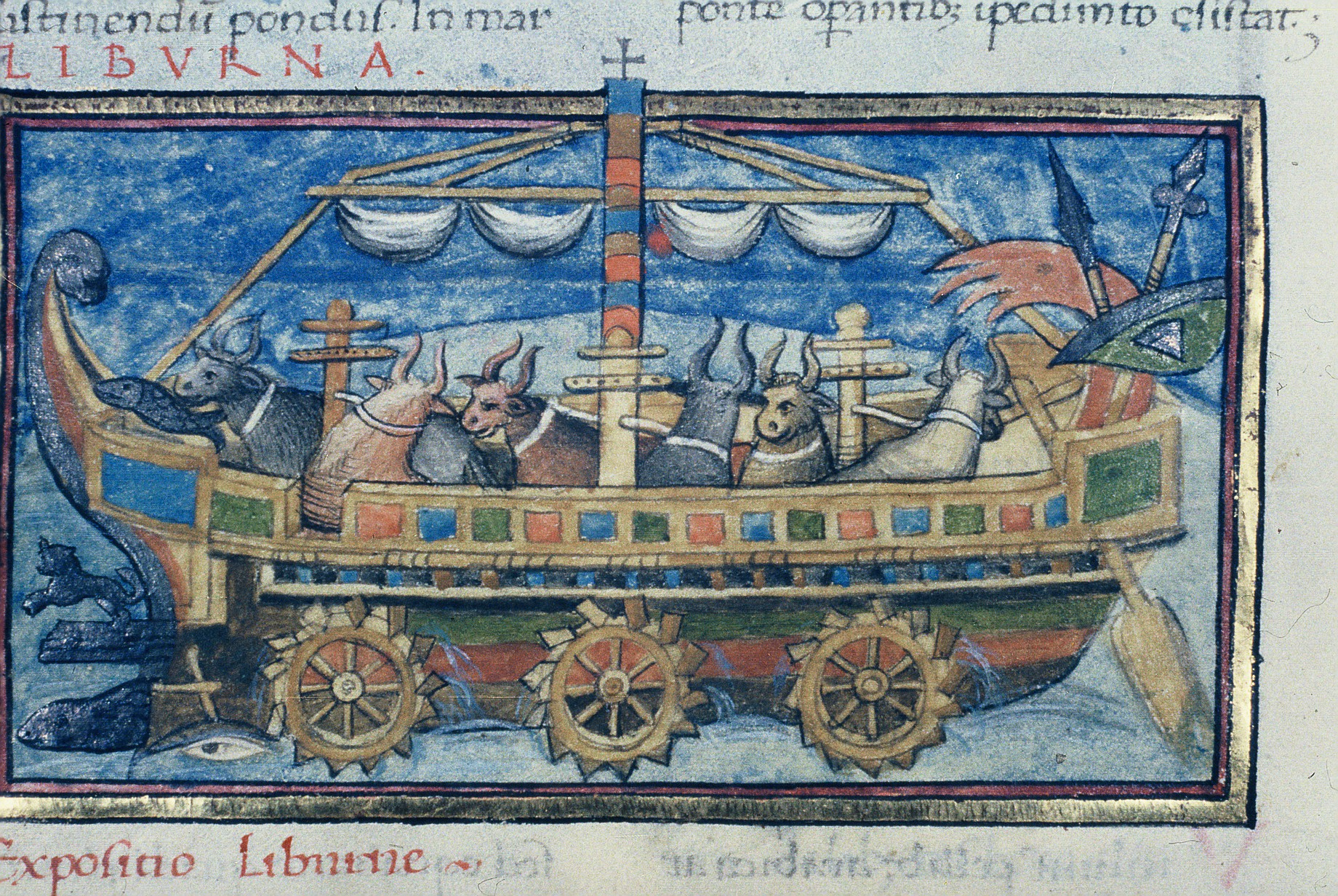
Barco romano com roda de pás movido a boi de uma cópia do século XV de De Rebus Bellicis

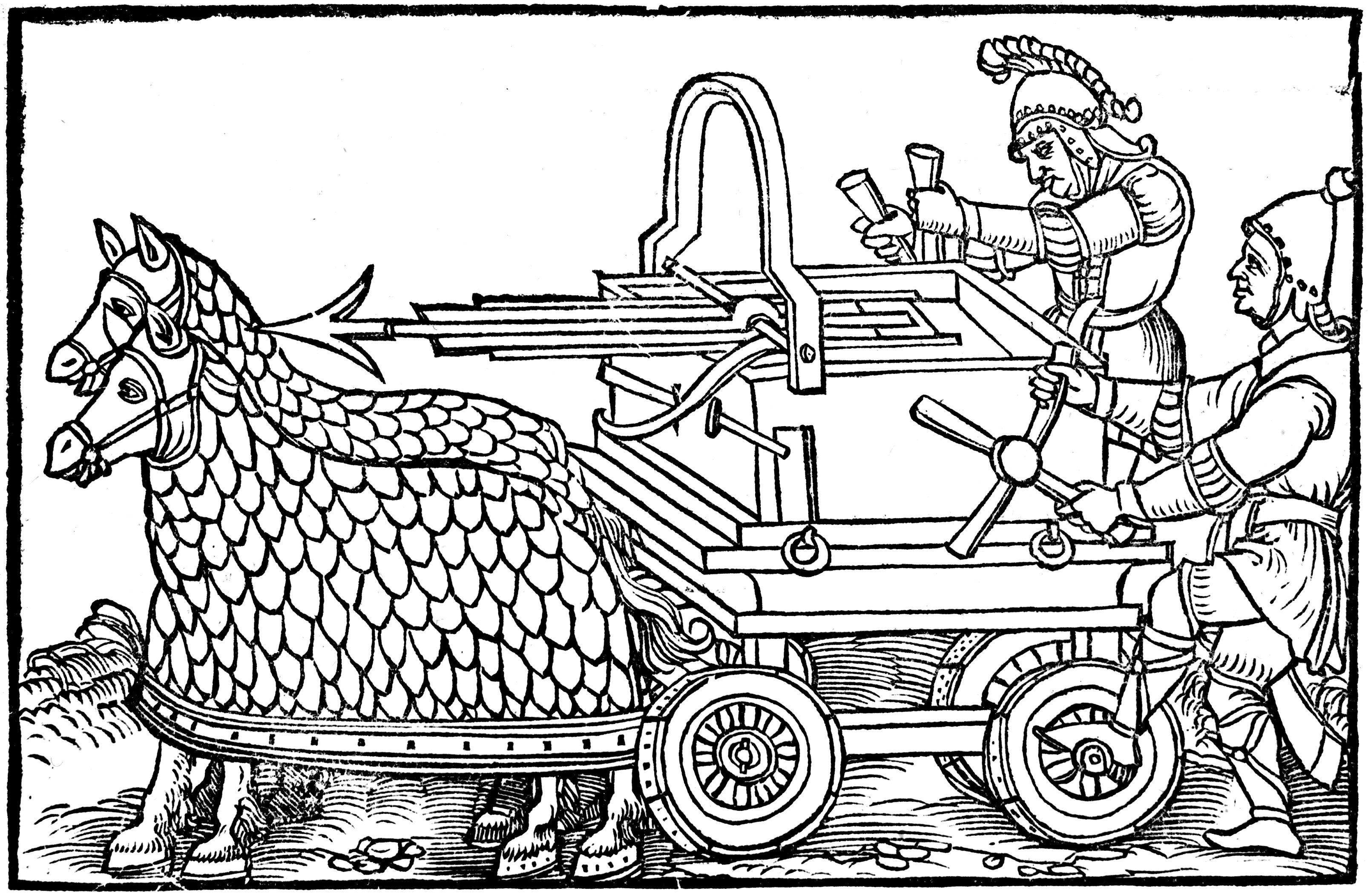
Uma balista de quatro rodas desenhada por cavalos blindados, de uma gravura que ilustra editio princeps de 1552 no De Rebus Bellicis

De rebus bellicis ("Sobre as coisas das guerras") é uma obra anônima do século IV ou V que sugere remédios para os problemas militares e financeiros do Império Romano, incluindo várias máquinas de guerra fantasiosas. Foi escrito após a morte de Constantino I em 337 (é explicitamente declarado que Constantino estava morto quando a obra foi escrita) e antes da queda do Império Romano do Ocidente em 476. Alguns pesquisadores sugerem que pode se referir à Batalha de Adrianópolis. de 378 (refere-se à grave ameaça que as tribos bárbaras representavam para o império), ou mesmo à morte do imperador Teodósio I em 395, pois usa o plural da palavra "princeps", o título do imperador, que pode se referir à divisão do Império entre Honório e Arcádio após a morte de Teodósio.

## Edições
- Anonymi Auctoris De Rebus Bellicis . recensvit Robert I. Ireland (Bibliotheca scriptorvm Graecorvm et Romanorvm Tevbneriana), Lipsiae, 1984.
- "Anónimo Sobre Asuntos Militares", Editado, trad. e com. por Álvaro Sánchez–Ostiz (EUNSA), Pamplona, 2004.
- "Le cose della guerra", Introdução, Texto, Tradução e Comentário de Andrea Giardina, Fondazione Lorenzo Valla, Arnoldo Mondadori 1989.